# Mille Miglia
«Мілле Мілья» (італ. Mille Miglia — «Тисяча Миль», читається, як ['mille 'miʎʎa]) — легендарні перегони в Італії на витривалість дорогами загального користування, що проводилися з 1927 по 1957 рр. Було проведено 24 гонки — 13 до Другої Світової і 11 після неї.
Перегони Mille Miglia — як раніша Targa Florio і пізніша Carrera Panamericana, зробила популярними автомобілі класу Гран Туризмо (Gran Turismo, Grand Touring) і прославила такі автомобільні товариства як: Alfa Romeo, Ferrari, Maserati, Porsche.
Mille Miglia завжди проводилися на дорогах загального користування, які під час гонки і не перекривалися. Організатори по всьому маршруті траси встановлювали спеціальні таблички-показники, щоб орієнтувати гонщиків під час перегонів. Пізніше ця табличка стала офіційним символом рівнинних перегонів Mille Miglia.
| Країна                         | Італія                                                                     |
| Місто                          | Брешія                                                                     |
| Перші перегони                 | 26 березня 1927 р.                                                         |
| Останні перегони               | 1957 р.                                                                    |
| Останній чемпіон               | П'єро Таруффі                                                              |
| Останній автомобіль переможець | Ferrari 315 Sport                                                          |
| Вебсайт                        | http://www.1000miglia.eu [Архівовано 23 листопада 2021 у Wayback Machine.] |

## Початок
Mille Miglia були організовані двома молодими ентузіастами: Аймо Маджі (Aymo Maggi) і Франко Маззотті (Franco Mazzotti), після того, як їхнє рідне місто Брешія втратило Гран Прі Італії на користь перегонів у Монці. Вони знайшли пристойних спонсорів, вибравши маршрут від Брешії до Риму і назад. Довжина траси склала 1600 км, або 1000 миль, що і дало назву перегонам. В різні роки маршрут декілька разів змінювався, відповідно змінювалася і довжина дистанції, але на назву 1000 Миль це не могло вплинути.

## Організація рівнинних перегонів
Організація рівнинних перегонів дещо відрізнялася від сучасного ралі, в якому автомобілі стартують з хвилинним інтервалом, причому першими на трасу виходять професійніші екіпажі на швидших авто. Тоді, як Mille Miglia відкривалася стартом повільніших перегоночних засобів. Такий спосіб полегшував організацію перегонів, оскільки зменшував час старту і відповідно час перекриття доріг. Це своєю чергою полегшувало роботу маршалів гонки, які мусили слідкувати за численними глядачами.
Автомобілі отримували номери відповідно до стартового часу, наприклад:1955 року прототип Mercedes-Benz 300 SLR Стірлінга Мосса і його штурмана Деніса Дженкінсона отримав номер 722,тому що екіпаж стартував у 7:22 год. ранку. Перше авто відправлялося о 21:00 попереднього дня. В перші роки проведення перегонів Mille Miglia, переможцям на подолання всієї дистанції було потрібно більше 16 годин. Вони стартували пізно вночі і наступного дня під захід сонця фінішували.

## Старт Mille Miglia
Перша гонка Mille Miglia стартувала 26 березня 1927 року. 77 екіпажів взяло участь у перших перегонах і всі вони були італійськими. Через 21 годину 4 хвилини і 48 секунд переможець перетнув фінішну лінію. Всі три призові місця зайняли пілоти, які виступали на автомобілях місцевого автомобільного товариства O.M.
В 1930 році перегони виграв Таціо Нуволарі (Tazio Nuvolari) на Alfa Romeo. Він стартував другим після свого напарника по команді Ахіла Варці(Achille Varzi), який швидко захопив лідерство. Нуволарі всю гонку провів на хвості в Ахіла. У слабкому світлі передсвітанкового сонця Таціо був невидимий для лідера в дзеркалах заднього огляду, оскільки їхав із вимкнутими ліхтарями. Та перед самим фінішем Нуволарі всліпу обганяє партнера на одному із прямих ділянок і виграє Mille Miglia 1930.
Mille Miglia завжди мала популярність у італійських пілотів і виробників, але три гонки все ж вдалося виграти іноземцям-всі три були німцями:
1931 року перемогу святкував Рудольф Караччіола (Rudolf Caracciola), відомий своїми виступами у Гран Прі (попередника Формула 1) і його механік Вільгельм Себастіан (Wilhelm Sebastian) на своєму доопрацьованому Mercedes-Benz SSK. Це було перше із трьох поразок італійців, бо Караччіола був німцем хоч і з італійським прізвищем. Ця перемога викликала велике здивування, оскільки в той час палала економічна криза, а значить він майже не отримував заводської підтримки. У них бракувало механіків, тому після чергового піт-стопу, спеціалістам доводилося дуже швидко рухатися Італією, зрізаючи всі вигини маршруту перегонів, щоб встигнути до наступної зони обслуговування, швидше перегоночного екіпажу.
У 1938 року після трагічного інциденту, що забрав життя декілька жителів, Бенніто Муссоліні призупинив проведення перегонів. Коли Mille Miglia повернулася в 1940 році і до початку війни в Італії, гонка дублювала Гран Прі Брешії, проходячи по короткому 100-кілометровому кільці, яке пілоти проїжджали 9 разів. В цьому ж році відбувся дебют Енцо Феррарі, який володів тоді маркою ААС (Auto Avio Costruzioni), поставивши на гонку модель Tipo 815.
Напруга, невластива першим перегонам, росла разом з конкуренцією, яку італійцям складали німецькі пілоти.1940 року переможцями стали Хашке фон Ханштейн (Huschke von Hanstein) і Вальтер Баумер (Walter Baumer), які встановили абсолютний для Mille Miglia рекорд на той час — 166 км год.

## Після Великої Війни
Після війни у Mille Miglia і далі домінували італійці, маршрут траси було повернуто до традиційного великого кільця. Mercedes 1952 року на славнозвісному Mercedes-Benz 300 SL, відому, як «Крило чайки», посів 2-ге місце, керував ним Карл Клінг (Karl Kling) і Ганс Клінк (Hans Klenk). Через рік вони виграють перегони Carrera Panamericana. В цьому році легендарний Караччіола повертається у перегони, але попадає в аварію.
Лічені гонщики з інших країн могли піднятися на подіум Mille Miglia у 50-х. Це були: Хуан Мануель Фанхіо (Juan Manuel Fangio), Пітер Коллінс (Peter Collins) і Вольфганг фон Тріпс (Wolfgang von Trips). З 1953 по 1957 року Mille Miglia був одним із етапів світового чемпіонату World Sportscar championship. 1955 року Mercedes спробував, ще раз перемогти у Mille Miglia. Був підготовлений потужний автомобіль — Mercedes-Benz 300 SLR, який був створений на базі боліда 1954 року Формула-1 — легендарного Mercedes-Benz W196.
На звивистих маршрутах траси, такі молоді пілоти, як німець Ганс Геррман (Hans Herrmann), що дуже добре зарекомендував себе виступами за команду Porsche, і британець Стирлинг Мосс (Stirling Moss), покладалися на нотатки штурманів. Тоді як досвідченіші гонщики вирушали в гонку без допомоги. Але після трагічної загибелі свого штурмана в Південній Америці, Хуан Мануель Фанхіо виступав без допомоги один раз, зрозумівши, що гонки дуже небезпечні, щоб ризикувати ще чиїмось життям. Так само зробив і Карл Клінг, четвертий пілот Mercedes.
Так як і другі гонщики, Мосс і його штурман, автоспортивний журналіст Деніс Джекінсон, на прізвище Дженкс, пройшли шість кіл для розвідки траси. При цьому Дженкс робив помітки на шматку паперу завдовжки 460 см. Під час гонки Дженкс використовував ці нотатки з допомогою жестів — так виникла перша стенограма. Вона і дозволила Моссу перемогти італійців на трасі, яку вони значно краще за нього знали.
Ганс Герман, який раніше виступав в перегонах під номером 704,показував відмінну швидкість. 1954 року він провів блискучу гонку, коли в останній момент зумів перегнати швидкісний потяг на Рим. Ганс управляв дуже низьким Porsche 550 Spyder, і коли шлагбаум на переїзді почав опускатися, він зрозумів, що гальмувати вже пізно. Він штовхнув свого штурмана, щоб той пригнувся, натиснув на газ, і буквально пролетів під шлагбаумом перед самим носом потяга. Глядачі були в захваті. Та удача відвернулася від Німеччини в 1955 році, вибувши із гонки після відмови гальмівної системи. В той день Клінг теж не добрався до фінішу.
Десять годин, сім хвилин і 48 секунд шаленої гонки і Mercedes-Benz 300 SLR Мосса-Дженкінса, під тепер уже легендарним 722-м номером першими перетнули фінішну лінію в Брешії. Тоді переможним екіпажем був встановлений новий рекорд швидкості — 159,65 км год.,який так ніхто і не зміг побити до закриття перегонів в 1957 році. Фанхіо прибув через декілька хвилин пізніше, та врахувавши, що стартував Хуан на 24 хвилини пізніше Мосса, в результаті програв цілих півгодини.

## Кінець легенди
Mille Miglia була закрита в 1957 році після страшної аварії в селі Гуідиццоло(Guidizzolo), що забрала життя пілота Альфонсо де Портаґо (Alfonso de Portago), і його штурмана Едмунда Нельсона (Edmund Nelson) та ще одинадцять глядачів. Попередньо причиною аварії став вибух колеса. Всю вину за трагедію поклали на команду Ferrari, за яку виступав Портаго, посилаючись на те, що заради економії часу вони не поміняли шини.
З 1958 по 1961 рр. Mille Miglia являла собою невелику ралійну гонку, яка складалася із декількох спецділянок і доріг загального користування, що з'єднували ділянки ралі, на яких пілотам довелося зберігати швидкісний режим. Але в 1961 році гонка була закрита.
В 1977 році Mille Miglia повернулася під новою назвою — Mille Miglia Storica — гонка антикварних автомобілів, випущених до 1957 року. І хоча участь брали і перегоночні боліди, що колись давно встановлювали рекорди швидкості, але тепер, щоб подолати 1000 миль класичної Mille Miglia, їм потрібно вже декілька днів. Про Mille Miglia Storica у 2007 році був знятий документальний фільм «Mille Miglia — The Spirit of a Legend».

Легендарна табличка Mille Miglia 

## Переможці Mille Miglia
| Пілоти                                                   | Автомобіль                              |
| -------------------------------------------------------- | --------------------------------------- |
| 1957 (Іт.) П'єро Таруффі, (Швед.) Чарлі Ломандер         | Ferrari 315 Sport, Saab 93              |
| 1956 (Іт.) Енджеліо Кастелотті                           | Ferrari 290 MM Spider Scaglietti        |
| 1955 (ВБр.) Стірлінг Мосс, Деніс Дженкінсон              | Mercedes-Benz 300 SLR                   |
| 1954 (Іт.) Альберто Аскарі                               | Lancia D24 Spider                       |
| 1953 (Іт.) Джіанніно Марзотто, Марко Кросара             | Ferrari 340 MM Spider Vignale           |
| 1952 (Іт.) Джованні Бракко, Альфонсо Рольфо              | Ferrari 250 S Berlinetta Vignale        |
| 1951 (Іт.) Луїджі Віллоресі, Пасквале Кассані            | Ferrari 340 America Berlinetta Vignale  |
| 1950 (Іт.) Джіанніно Марзотто, Марко Кросара             | Ferrari 195 S Berlinetta Touring        |
| 1949 (Іт.) Клементе Біондетті, Етторе Салані             | Ferrari 166 MM Barchetta Touring        |
| 1948 (Іт.) Клементе Біондетті, Джузеппе Навоне           | Ferrari 166 S Coupe Allemano            |
| 1947 (Іт.) Клементе Біондетті, Еміліо Романо             | Alfa Romeo 8C 2900 B Berlinetta Touring |
| 1941-46 рр.                                              | Друга Світова Війна                     |
| 1940 (Нім.) Гашке фон Ханштейн, Вальтер Баумер           | BMW 328 Berlinetta Touring              |
| 1939                                                     | перегони не проводилися                 |
| 1938 (Іт.) Клементе Біондетті, Альдо Стефані             | Alfa Romeo 8C 2900B Spider MM Touring   |
| 1937 (Іт.) Карло Марія Пінтакуда, Паріде Мамбеллі        | Alfa Romeo 8C 2900A                     |
| 1936 (Іт.) Антоніо Бривіо, Карло Онджаро                 | Alfa Romeo 8C 2900A                     |
| 1935 (Іт.) Карло Марія Пінтакуда, Алессандро Делла Стуфа | Alfa Romeo 8C 2900 Tipo B               |
| 1934 (Іт.) Акілле Варці, Амедео Бігнамі                  | Alfa Romeo 8C 2600 Monza Spider Brianza |
| 1933 (Іт.) Таціо Нуволарі, Десімо Компаджноні            | Alfa Romeo 8C 2300 Spider Zagato        |
| 1932 (Іт.) Басонін Борзаччіні, Амедео Бігнамі            | Alfa Romeo 8C 2300 Spider Touring       |
| 1931 (Нім.) Рудольф Караччіола, Вільгельм Себастіян      | Mercedes-Benz SSK                       |
| 1930 (Іт.) Таціо Нуволарі, Батіста Джаідотті             | Alfa Romeo 6C 1750 GS Spider Zagato     |
| 1929 (Іт.) Джузеппе Кампарі, Джуліо Рампоні              | Alfa Romeo 6C 1750 SS Spider Zagato     |
| 1928 (Іт.) Джузеппе Кампарі, Джуліо Рампоні              | Alfa Romeo 6C 1500 Sport Spider Zagato  |
| 1927 (Іт.) Фердинандо Міноя, Джузеппе Моранді            | OM 665 S                                |

## Бізнес на Mille Miglia
Назва «Mille Miglia» часто використовувалася у бренд-бізнесі, тобто назва стала брендом. Так бонусна програма італійського авіатовариства Alitalia, за якою пасажири можуть отримувати безкоштовні квитки в результаті накопичення налітаних з товариством миль.
«Mille Miglia» — це і марка курток, названі після перегонів, прообразом яких послужили перегоночні куртки 1920-х років. Цей одяг створив Массімо Ості, під відомим брендом для свого товариства CP Company, яке займалося випуском одягу. Від інших їх відрізняли вбудовані у відлозі вітрозахисні окуляри і невеликий отвір на зап'ясті, щоб зручно було дивитися на показник наручного годинника. Куртки «Mille Miglia» виготовлялися досить довго і до сьогодні є дуже популярними серед англійських футбольних фанатів.
Спонсором Mille Miglia Storica є виробник годинників Chopard, який натомість отримав право використовувати назву перегонів у своїй діяльності.
Одним з кольорів, в яких товариство Chevrolet фарбувала свою модель Corvette, називався «Mille Miglia Red». Такий колір був доступний покупцям в період з 1972 по 1975 роки.

## Mille Miglia сьогодні
У своєму сучасному вигляді Mille Miglia була відновлена 1982 року. Правила її були змінені так, щоб головним завданням пілотів було дотримання швидкісного режиму. Такі зміни були продиктовані тим, що в сучасних перегонах брали участь автомобілі випущені з 1927 по 1957 роки. В результаті кожного року відбувається грандіозний парад ретро-автомобілів, яких у світі не так уже і багато.
Щороку у травні Брешія збирає в себе багатих і знаменитих, які люблять автомобілі і спорт, щоб по звивистих дорогах Північної і Центральної Італії відчути себе героєм минулих років ХХ ст. Цю подію докладно освітлює світова і місцева преса й інших ЗМІ.
У Брешії діє музей Mille Miglia, де можна побачити і відчути весь дух тодішніх перемог і слави переможця легендарних перегонів.